# جوزيف سانتياغو
جوزيف سانتياغو هو سياسي فلبيني، ولد في 19 ديسمبر 1964. حزبياً، نشط في تحالف الشعب الوطني ‏. وقد انتخب عضو مجلس النواب في الفلبين.